# Voetbalkampioenschap van Tadzjikistan
Het voetbalkampioenschap van Tadzjikistan (Ligai olii Toçikiston) is in 1992 gestart nadat Tadzjikistan onafhankelijk werd na het uiteenvallen van de Sovjet-Unie. 
Het hoogste niveau bestaat uit acht voetbalclubs en er wordt gevoetbald van het voorjaar tot en met het najaar. Clubs kunnen zich plaatsen voor AFC Cup (tot en met 2014 voor de AFC President's Cup) en sinds 2019 ook de AFC Champions League van de Asian Football Confederation. Sinds 2004 is er een tweede niveau de Ligai jakumi Toçikiston.

## Kampioenen
- 1992 : CSKA Pomir Doesjanbe
- 1993 : Sitora Doesjanbe
- 1994 : Sitora Doesjanbe
- 1995 : CSKA Pomir Doesjanbe
- 1996 : Dinamo Doesjanbe
- 1997 : Vahš Ķūrġonteppa
- 1998 : Varzob Doesjanbe
- 1999 : Varzob Doesjanbe
- 2000 : Varzob Doesjanbe
- 2001 : Regar-TadAZ Tursunzoda
- 2002 : Regar-TadAZ Tursunzoda
- 2003 : Regar-TadAZ Tursunzoda
- 2004 : Regar-TadAZ Tursunzoda
- 2005 : Vahš Ķūrġonteppa
- 2006 : Regar-TadAZ Tursunzoda
- 2007 : Regar-TadAZ Tursunzoda
- 2008 : Regar-TadAZ Tursunzoda
- 2009 : Vahš Ķūrġonteppa
- 2010 : Istiklol Doesjanbe
- 2011 : Istiklol Doesjanbe
- 2012 : Ravshan Kulob
- 2013 : Ravshan Kulob
- 2014 : Istiklol Doesjanbe
- 2015 : Istiklol Doesjanbe
- 2016 : Istiklol Doesjanbe
- 2017 : Istiklol Doesjanbe
- 2018 : Istiklol Doesjanbe
- 2019 : Istiklol Doesjanbe
- 2020 : Istiklol Doesjanbe
- 2021 : Istiklol Doesjanbe
- 2022 : Istiklol Doesjanbe
- 2023 : Istiklol Doesjanbe
- 2024 : Istiklol Doesjanbe

Chatlon · 
Choedzjand ·
CSKA Pomir · 
Doesjanbe-83 · 
Fajzdjand · 
Istaravshan · 
Istiklol · 
Koektosj Rudaki · 
Lokomotiv Pomir · 
Regar-TadAZ
1992 · 1993 · 1994 · 1995 · 1996 · 1997 · 1998 · 1999 · 2000 · 2001 · 2002 · 2003 · 2004 · 2005 · 2006 · 2007 · 2008 · 2009 · 2010 · 2011 · 2012 · 2013 · 2014 · 2015 · 2016 · 2017 · 2018 · 2019 · 2020 · 2021 · 2022 · 2023 · 2024 · 2025